# Jin Wen Gong
Wen Jin (697 a.C. – 628 a.C.) regnò sul regno di Jin dal 636 al 628 a.C.
Jin Wen Gong (in lingua cinese: 晋文公; pinyin: jìn wén gōng), o letteralmente, duca Wen dello Stato di Jin (697 a.C.-628 a.C.), cognome Ji (姬) e nome personale Chonger (重耳), fu uno dei Cinque Egemoni del Periodo delle primavere e degli autunni. Salì al trono nel 636 a.C. dopo lunghe peripezie. La madre di Chonger era d'origine non cinese, di etnia Di (翟).
Il padre, Jin Xian Gong (晋献公), ebbe cinque figli, da diverse concubine: il principe ereditario Shen Sheng (申生), Chonger, Wuyi (夷吾), Xiqi (奚齐) e Zhuozi (卓子).
Nel 666 a.C., Chonger viene inviato a guardia della città di Pu, uno stratagemma della concubina Liji (骊 姬), per tenerlo lontano dalla capitale in modo da favorire il figlio Xiqi.
Nel 656 a.C. il principe ereditario è vittima di un complotto: Liji infatti riuscì a far credere a Jin Xian Gong che un piatto di carne avvelenata scoperto al suo tavolo, arrivasse dal figlio Shen Sheng (in realtà era stata lei a farlo preparare), in modo che Jin Xian Gong credesse che il principe ereditario avesse tentato di ucciderlo. Shen Sheng venne quindi spinto al suicidio. A questo punto, il duca iniziò a sospettare anche degli altri due figli, Wuyi e Chonger, e mandò un suo sicario, Bodi (勃鞮), ad assassinare Chonger. Chonger riuscì però a scampare al tentativo, e fuggì, recandosi presso i Di, il popolo della madre, con pochi fedeli.
Nel 651 a.C., Jin Xian Gong morì; Liji cercò di mettere suo figlio sul trono, ma il ministro Like (里克) li fece uccidere entrambi, quindi invitò Chonger a tornare nel principato di Jin, ma lui rifiutò, e fu quindi il fratellastro Wuyi che salì al trono, assumendo il nome di Jin Hui Gong (晋惠公).
Nel 644 a.C. Jin Hui Gong inviò nuovamente Bodi per tentare di assassinare Chonger per la seconda volta, ma Bodi fallì nuovamente. Chonger, non sentendosi sicuro, decise quindi di lasciare il paese dei Di per andare nel Qi (un altro stato cinese del periodo) (齐国), dove venne accolto cordialmente dal duca Qi Huan Gong (齐桓公).
Nel 636 a.C., dopo la morte di Jin Hui Gong, Chonger alla guida di un esercito di Qi, tornò in patria ed assunse il potere divenendo Jin Wen Gong.
Nel 632 a.C., Jin Wen Gong sconfisse le armate di Chu Cheng Wang (楚成王) nella Battaglia di Chengpu (城濮之战).
Jin Wen Gong morì nel 628 a.C., e gli successe il figlio Jin Xiang Gong che ereditò anche l'egemonia sul regno, il quale sarebbe rimasto nelle mani dei Jin per quasi un secolo.